# 李沮
李沮（？—？），西汉将军，云中郡人，在汉景帝、汉武帝属下。汉武帝第十七年（前124年），为强弩将军，与苏建、公孙贺、李蔡、张次公从大将军卫青攻打匈奴，第二年，复为强弩将军，与公孙敖、公孙贺、李广、赵信、蘇建随卫青攻打匈奴。

## 延伸阅读
[在维基数据编辑]
 《史記/卷111》，出自司馬遷《史記》